# Sphaenorhynchus bromelicola
Sphaenorhynchus bromelicola é uma espécie de anfíbio da família Hylidae. Endêmica do Brasil, pode ser encontrada apenas no município de Maracás, no estado da Bahia.